# Deiveson Figueiredo
Deiveson Figueiredo, né le 18 décembre 1987 est un pratiquant brésilien d'arts martiaux mixtes (MMA). Il participe à l'Ultimate Fighting Championship dans la catégorie des poids coqs.
En janvier 2022, il devient champion des poids mouches de l’UFC.

## Jeunesse
Deiveson est né dans la petite ville de Soure, au Brésil, où les buffles errent librement. C'est alors un  cow-boy, travaillant avec son père dans une ferme d'animaux jusqu'à l'âge de treize ans. Il s'installe à Belém et commence à s'entraîner à la capoeira à l'école où il s'immerge pendant deux ans. Il commence ensuite à s'entraîner aux arts martiaux mixtes après avoir rencontré Iuri Marajo à l'âge de seize ans.

## Carrière en arts martiaux mixtes

### Début de carrière
Figueiredo a fait ses débuts professionnels en 2011 et a combattu principalement dans son pays natal, le Brésil. Il a amassé un record de 11-0 avant d'être signé par l'UFC.

### Ultimate Fighting Championship

#### Championnat poids mouche UFC vacant
Deiveson a affronté Joseph Benavidez pour le championnat poids mouche UFC vacant le 29 février 2020. À la pesée, Figueiredo pesait 127,5 livres, 2,5 livres de plus que la limite pour combattre pour le titre. En conséquence, Figueiredo a perdu 30% de sa bourse au profit de Benavidez et n'était pas éligible pour remporter le championnat UFC Flyweight,. Il a remporté le combat par TKO au deuxième tour. Entrant dans le combat avec Benavidez, Figueiredo a dû couper 11 kilogrammes. Il aurait souffert de douleurs aux reins et à l'estomac lorsque son équipe a décidé d'arrêter de perdre du poids. Figueiredo a déclaré qu'il aimerait donner à Joseph Benavidez son match revanche parce que Benavidez lui a donné l'occasion de se battre lorsqu'il a manqué de poids avant leur combat.
Figueiredo a affronté Joseph Benavidez pour le championnat UFC Flyweight vacant à l' UFC Fight Night 172 le 19 juillet 2020. Le 11 juillet 2020, Figueiredo a été testé positif au COVID-19. Selon son manager, le combat n'a pas encore été officiellement supprimé et Figueiredo a reçu un deuxième test COVID-19 le 12 juillet 2020 où le résultat serait de retour le 13 juillet 2020 pour déterminer si Figueiredo était libre de se battre. Figueiredo a passé plusieurs tests COVID-19, l'autorisant à se battre dans l'événement principal. Figueiredo a remporté le combat via une soumission technique au premier tour. Cette victoire lui a valu le prix Performance of the Night.
Deiveson devrait affronter Cody Garbrandt le 21 novembre 2020 à l'UFC 255.
Figueiredo perd son titre en s'inclinant après un match d'une grande intensité face à Brandon Moreno à l'UFC 263 sur un étranglement arrière. Les deux hommes s'étaient séparés sur un match nul lors de leur précédente confrontation.
Lors de l'UFC 270, le 22 janvier 2022, il prend sa revanche face à Brandon Moreno par décision unanime et récupère le titre des poids mouches, mais la perds de nouveau lors de la revanche pendant l’UFC 283 sur un TKO

## Palmarès en arts martiaux mixtes
Deiveson Figueiredo est un ancien champion de la catégorie des poids mouches de l’UFC.